# Agnetina gladiata
Agnetina gladiata és una espècie d'insecte pertanyent a la família dels pèrlids.